# Pulau Rusa
Pulau Rusa är en ö i Indonesien.   Den ligger i provinsen Aceh, i den västra delen av landet, 1 800 km nordväst om huvudstaden Jakarta. Arean är 0,21 kvadratkilometer.
Terrängen på Pulau Rusa är lite kuperad. Öns högsta punkt är 69 meter över havet. Den sträcker sig 0,6 kilometer i nord-sydlig riktning, och 0,5 kilometer i öst-västlig riktning.